# Vinnie Vincent Invasion (album)
Albums de Vinnie Vincent Invasion
All Systems Go
(1988)
Vinnie Vincent Invasion est le 1er album studio du groupe Vinnie Vincent Invasion sorti en 1986.

John Norum a repris le titre Back on the Streets sur son album Total Control sorti en 1987.

## Liste des titres
| No  | Titre                  | Auteur                            | Durée |
| --- | ---------------------- | --------------------------------- | ----- |
| A1. | Boyz Are Gonna Rock    | Vinnie Vincent                    | 4:56  |
| A2. | Shoot U Full of Love   | Vinnie Vincent                    | 4:42  |
| A3. | No Substitute          | Vinnie Vincent                    | 3:52  |
| A4. | Animal                 | Vinnie Vincent                    | 5:33  |
| A5. | Twisted                | Vinnie Vincent                    | 4:48  |
| B1. | Do You Wanna Make Love | Vinnie Vincent, Robert Fleischman | 3:22  |
| B2. | Back on the Streets    | Vinnie Vincent, Richard Friedman  | 4:48  |
| B3. | I Wanna Be Your Victim | Vinnie Vincent                    | 4:35  |
| B4. | Baby-O                 | Vinnie Vincent                    | 3:44  |
| B5. | Invasion               | Vinnie Vincent, Robert Fleischman | 5:24  |

## Composition du groupe
- Robert Fleischman - chants
- Vinnie Vincent - guitare
- Dana Strum - basse
- Bobby Rock - batterie